# Annunciazione (Artemisia Gentileschi)
L'Annunciazione è un dipinto realizzato da Artemisia Gentileschi nel 1630 e attualmente conservato al Museo nazionale di Capodimonte di Napoli.

## Storia
Il dipinto fu realizzato nei primi tempi del soggiorno napoletano di Gentileschi ed è stato identificato come pala d'altare, sebbene non sia chiaro quale fosse la chiesa che lo commissionò. L'opera è stata documentata per la prima volta nella collezione del Cavaliere Francesco Saverio di Rovetta, che la vendette nel 1815.

## Descrizione
Due figure fortemente illuminate sono raffigurate all'interno di un ambiente oscuro. La donna, Maria, si trova in piedi sulla destra, mentre si inchina appena e porta la mano destra sul cuore. La figura angelica sulla sinistra, l'arcangelo Gabriele, rappresentata in sontuose vesti color zafferano, si inginocchia mentre nella mano destra tiene un giglio e con la sinistra indica verso l'alto. La luce si riversa dall'alto, ben più sopra delle figure, mentre delle teste alate di cherubini volteggiano. Un piccolo pezzo di carta posto a terra, in basso a destra, contiene la firma dell'artista e la data. Il soggetto dell'opera è il momento esatto in cui l'arcangelo Gabriele annuncia a Maria che lei è scelta per essere la madre del Figlio di Dio.

### Stato di conservazione
Il dipinto è stato descritto avere una grave abrasione ed una perdita di gran parte delle mezzetinte, con un'intensificazione dei toni scuri, che ha condotto ad un contrasto di tonalità eccessivamente marcato.